# Promyialges pari
Promyialges pari är en spindeldjursart som beskrevs av Alex Fain 1965. Promyialges pari ingår i släktet Promyialges, och familjen Epidermoptidae. Det är osäkert om arten förekommer i Sverige.